# Kalcijev sulfat
Kalcijev sulfat je pogosta laboratorijska in industrijska kemikalija s formulo CaSO. Kot γ-anhidrit, ki je skoraj brezvodna oblika, se uporablja kot sušilno sredstvo. Uporablja se lahko tudi kot koagulant za proizvode, kot je na primer tofu. Naravni nerafinirani kalcijev sulfat je prosojna kristalasta bela kamnina. V prodaji je njegov s kobaltovim(II) kloridom impregniran različek s trgovskim imenom drierit, ki deluje kot indikator vlažnosti in je lahko modro ali rožnato obarvan. Polhidrat (CaSO4·~ 0.5 H2O ali (CaSO4)2·H2O) je bolj znan kot mavec, medtem ko se dihidrat (CaSO4·2H2O) v naravi pojavlja kot mineral sadra. Naravna brezvodna oblika kalcijevega sulfata je β-anhidrit. Iz dihidrata se z različnimi postopki kalciniranja lahko proizvedejo različni polhidrati, na primer α-polhidrat in β-polhidrat,  ki se razlikujeta samo po obliki kristalov. Kristali α-polhidrata so bolj prizmatični kot kristali β-polhidrata in imajo po mešanju z vodo močnejšo in tršo strukturo.

## Pridobivanje in industrijska proizvodnja
Glavna naravna vira kalcijevega sulfata sta minerala sadra (CaSO4·2H2O) in anhidrit (CaSO4), ki se pojavljata v evaporitnih sedimentih. Pridobivata se na površinskih kopih ali v rudnikih. Svetovna letna proizvodnja kalcijevega sulfata je približno 127 milijonov ton.
Drug pomemben vir so stranski produkti v različnih industrijskih kemičnih procesih.
- Razžveplanje dimnih plinov v termoelektrarnah na fosilna goriva in drugih industrijskih procesih, na primer v proizvodnji cementa. V dimne pline se vpihavata fino uprašena apnenec ali apno, pri čemer nastane kalcijev sulfit, ki se z oksidacijo pretvori v sulfat:

SO2 + CaO  →  CaSO3
SO2 + CaCO3  →  CaSO3
2 CaSO3 + O2  →  2 CaSO4
- V proizvodnji fosforne kisline iz fosfatnih rud se kalcijev fosfat obdela z žveplovo kislino, pri čemer se obarja kalcijev sulfat:

Ca3(PO4)2 + 3H2SO4  →  2H3PO4 + 3CaSO4
- V proizvodnji vodikovega fluorida se kalcijev fluorid obdela z žveplovo kislino, pri čemer se obarja kalcijev sulfat.
- Pri refiniranju cinka se raztopine cinkovega sulfata obdelajo z apnom, pri čemer se poleg kalcijevega sulfata oborijo tudi sulfati težkih kovin, na primer barija.

Omenjeni obarjalni procesi so nagnjeni h koncentriranju radioaktivnih elementov v kalcijevem sulfatu, zlasti pri proizvodnji fosforne kisline, ker naravni fosfati vsebujejo aktinoide.

## Dehidracijske reakcije
Sadra med segrevanjem pri 100−150 °C odcepi približno 75 odstotkov kristalno vezane vode. Temperatura in čas kalciniranja sta odvisna od delnega tlaka vode v okolju. Industrijsko kalciniranje poteka pri 170 °C, čeprav se pri tej temperaturi že začne tvoriti γ-anhidrit (brezvodni CaSO4). V procesu delne dehidracije potekata naslednji reakciji:
CaSO4·2H2O  →  CaSO4·0.5H2O + 1.5H2O
CaSO4·0.5H2O  →  CaSO4 + 0.5H2O
Delno dehidrirana sadra se imenuje kalcijev sulfat polhidrat ali kalcinirana sadra, ki je bolj znana kot mavec (CaSO4·nH2O, pri čemer n znaša od 0,5−0,8). Dehidracija (kalcinacija) se začne pri približno 80 °C, v suhem zraku že pri 50 °C. Dovedena toplota se porablja predvsem za odcepljanje kristalno vezane vode kot vodne pare, zato temperatura narašča počasi. Ko se odcepi vsa voda, začne temperatura naraščati hitreje.  
Endotermne lastnosti reakcije se izkorišča v mavčnih ploščah za oblaganje zidov, ki med požarom absorbirano toploto porabijo za odcepljanje kristalno vezane vode in s tem za  nekaj časa zadržijo ali celo preprečijo vžig lesa ali izgubo trdnosti jekla zaradi visoke temperature.  Pri zelo visokih temperaturah začne kalcijev sulfat sproščati kisik in postane oksidant.
Večina dehidriranih mineralov pri ponovni vezavi kristalne vode tvori tekoče ali pol tekoče paste, kalciniran kalcijev sulfat pa ima nenavadno lastnost, da se v zmesi z vodo že pri sobni temperaturi hitro rehidrira in tvori trdno in relativno močno kristalno mrežo:
CaSO4·0.5H2O + 1.5H2O  →  CaSO4·2H2O
Reakcija je eksotermna in omogoča enostavno ulivanje v različne oblike, na primer mavčne stenske plošče, palčke za pisanje na tablo (kreda) in mavčne obloge za zlomljene kosti. V zmesi s polimeri se uporablja kot cement za krpanje kosti. Majhne količine kalcinirane sadre se dodajajo zemlji kot vir kalcija in žvepla ter sredstvo za prezračevanje in regulacijo kislosti. S krmiljenjem pogojev dehidracije se lahko spreminja poroznost polhidrata, kar daje α- ali β-polhidrat, ki sta kemično bolj ali manj enaka.
Pri segrevanju pri 180 °C nastane skoraj brezvodna sol γ-anhidrit s formulo CaSO4·nH2O, v kateri n znaša 0−0,05. γ-anhidrit počasneje reagira z vodo in se vrača v obliko dihidrata. To lastnost se izkorišča v nekaterih komercialnih sušilnih sredstvih (sikativih). Pre segrevanju nad 250 °C nastane popolnoma brezvodna oblika β-anhidrit ali »naravni« anhidrit, ki ne reagira z vodo tudi v geloškem časovnem merilu, razen če je zelo fino uprašen.
Spremenljiva sestava polhidrata in γ-anhidrita in enostavno pretvarjanje ene oblike v drugo je posledica njihove skoraj identične kristalne strukture, ki vsebujejo »kanale«, ki lahko sprejmejo različne količine vode ali druge majhne molekule, na primer metanol.

## Sinteza žveplove kisline
Do 1970. let so se iz brezvodnega kalcijevega sulfata proizvajale znatne količine žveplove kisline.  Anhidrit se je pomešal s skrilavci ali laporjem in pražil, pri čemer se je sproščal žveplov dioksid (SO2), surovina za žveplovo kislino. V reakciji je nastal tudi kalcijev silikat  (Ca2SiO4), ki je surovina za proizvodnjo cementa.

## Nezaželena obloga
Kalcijev sulfat je pogosto komponenta  nezaželenih oblog na stenah industrijskih toplotnih izmenjevalcev, ki so posledica zmanjšanja njegove topnosti pri povišani temperaturi. 

## Odkritje na Marsu
Nasin rover Opportunity, ki je 25. januarja 2004 uspešno pristal na Marsu, je odkril kalcijev sulfat v žilah na planetovi površini. Slike kažejo na sadro.